# Stare Byliny
Stare Byliny – wieś w Polsce położona w województwie łódzkim, w powiecie rawskim, w gminie Rawa Mazowiecka.
Za Królestwa Polskiego istniała gmina Byliny.
W latach 1975–1998 miejscowość administracyjnie należała do województwa skierniewickiego. Na tym terenie znajdują się stawy o powierzchni ok. 130 ha oraz zabytkowy dwór.
Urodził się tu Wacław Zaorski – polski ichtiolog, kapitan artylerii Wojska Polskiego, Polskich Sił Zbrojnych na Zachodzie i Armii Krajowej, cichociemny.

## Zabytki
Według rejestru zabytków Narodowego Instytutu Dziedzictwa na listę zabytków wpisane są obiekty:
- dwór, drewniany, 1 poł. XIX w., nr rej.: 514 z 8.11.1978
- spichrz, drewniany, nr rej.: jw.